# Zoe Gray
Zoe Gray (7 giugno 2005) è una sciatrice alpina canadese.

## Biografia
Sciatrice polivalente sorella di Cassidy e attiva dal novembre del 2021, in Nor-Am Cup Zoe Gray ha esordito il 15 dicembre 2021 a Panorama in slalom gigante, senza completare la prova, e ha conquistato il primo podio il 6 febbraio 2025 a Kimberley in discesa libera (2ª); non ha debuttato in Coppa del Mondo e non ha preso parte a rassegne olimpiche o iridate.

## Palmarès

### Nor-Am Cup
- Miglior piazzamento in classifica generale: 20ª nel 2024
- 1 podio:
  - 1 secondo posto

### Campionati canadesi
- 1 medaglia:
  - 1 bronzo (slalom gigante nel 2025)